# Jean Beaufret
Jean Beaufret (* 22. Mai 1907 in Mars bei Auzances im Département Creuse; † 7. August 1982 in Paris) war ein französischer Philosoph und Germanist. Er war stark durch Martin Heidegger geprägt.

## Leben
Beaufret wuchs in Auzances auf, wo seine beiden Eltern als Lehrer arbeiteten. Er besuchte ab 1919 das Lycée de Montluçon, wo er 1925 das Abitur absolvierte. Im gleichen Jahr wechselte er nach Paris auf das Lycée Louis-le-Grand, wo er sich auf die Hochschule vorbereitete. Beaufret begann sein Studium 1928 auf der École normale supérieure (Paris) (ENS). Dort war er ein Schüler von Léon Brunschvicg. Für sein „Diplôme d’études supérieures“ hielt sich Beaufret 1930/1931 ein Jahr am Institut français in Berlin auf. Seine 1931 abgegebene Diplomarbeit hatte den Titel „Les Rapports du droit et de la morale d'après Fichte“. Nach seiner Rückkehr aus Berlin absolvierte Beaufret seinen Militärdienst und setzte danach sein Studium fort. An der ENS erlangte er 1933 seine Agrégation in Philosophie.
Ab 1933 arbeitete Beaufret als Lehrer für Philosophie am Lycée de Guéret. 1937 war er für kurze Zeit Lehrer an einem Lycée in Auxerre und von 1937 bis 1939 arbeitete er als Philosophielehrer an einer französischen Schule in Alexandria, Ägypten.
Nachdem Frankreich im September 1939 als Reaktion auf den Überfall auf Polen dem Deutschen Reich den Krieg erklärte, wurde Beaufret einberufen und nahm 1940 mit einer französischen Einheit an den Kämpfen des Westfeldzugs teil, wo er in deutsche Kriegsgefangenschaft geriet. Im September 1940 konnte er aus einem Zugtransport von Kriegsgefangenen nach Deutschland fliehen und sich in die unbesetzte Zone Frankreichs absetzen. Er trat im November 1940 eine Stelle als Lehrer am Lycée Champollion in Grenoble an. Ab Oktober 1942 wechselte er nach Lyon ans Collège-lycée Ampère, wo er bis 1944 als Lehrer arbeitete.
In Lyon lernte Beaufret Joseph Rovan kennen, mit dem er gemeinsam Werke von Heidegger las. Rovan arbeitete für die Résistance und führte nach einer erneuten Besetzung von Lyon 1943 Beaufret in seine Gruppe „Service Périclès“ ein, die im Juli 1943 aufgebaut wurde und falsche Dokumente erstellte. Die Gruppe wurde im Februar 1944 zerschlagen und Rovan von der Gestapo verhaftet und nach Dachau verbracht. Beaufret konnte aufgrund einer Warnung rechtzeitig fliehen.
In Paris nahm Beaufret 1944 einen Job am Lycée Saint-Louis an. 1945, nach der Befreiung Frankreichs, war er Lehrer am Lycée Jaques-Decour. Von September 1946 bis 1952 war Beaufret Lehrer am Lycée Henri IV. Von 1952 bis 1955 nahm er eine wissenschaftliche Stelle am Centre national de la recherche scientifique wahr. Sein Doktorvater war Jean Wahl, der ihn 1953/1954 vor dem Comité consultatif jedoch für nicht geeignet für eine universitäre Laufbahn einstufte. Schließlich war er Lehrer von 1955 bis 1972 am Lycée Condorcet. Während dieses Zeitraums hielt Beaufret regelmäßige Lesungen an der École normale supérieure ab. 1969/1970 bewarb sich Beaufret ein zweites Mal auf eine Stelle an der Universität Aix-Marseille, wurde jedoch zurückgewiesen.
Seit der Zeit vor dem Zweiten Weltkrieg unterhielt er Freundschaften mit Paul Éluard, Maurice Merleau-Ponty, André Breton und Paul Valéry.

## Wirken

### Beaufret und Heidegger
Beaufret und Heidegger hielten lange intensiven Kontakt. Durch ihn wurde Heidegger auch auf das Werk Jacques Derridas aufmerksam. Seitdem gilt Beaufret in Frankreich als der bekannteste „orthodoxe“ Heideggerianer.
Nachdem Heidegger 1946 durch sein Engagement während des Nationalsozialismus Lehrverbot hatte und sein Ansehen in der Öffentlichkeit beschädigt war, traten beide in Kontakt miteinander. Im Zuge einer langsam wieder einsetzenden Rezeption Heideggers in Frankreich, also dem Land, das damals in Freiburg die Besatzungsmacht stellte, schrieb Beaufret Heidegger einen Brief, in welchem er die Frage stellt: „Wie kann dem Wort Humanismus ein neuer Sinn gegeben werden?“ Außerdem erkundigt er sich nach dem Verhältnis von Heideggers Philosophie zum Humanismus. Dem voran ging ein Essay Jean-Paul Sartres mit dem programmatischen Titel „L’existentialisme est un humanisme“. Heidegger antwortete Beaufret mit einem Brief, der als Brief über den »Humanismus« (kurz: Humanismusbrief) bekannt wurde. 1947 nahm Beaufret seine Studenten, unter ihnen auch Jean-François Lyotard, mit zu einem Besuch bei Heidegger in Todtnauberg, gefolgt von einem langen deutsch-französischen akademischen Austausch in Freiburg.

### Verhältnis zu Faurisson
Der Holocaust-Leugner Robert Faurisson war ein Schüler Beaufrets aus seiner Zeit am Lycée Ampère in Lyon. Im Jahr 1987 veröffentlichte Faurisson in seiner Zeitschrift „Annales d’histoire révisionniste“ zwei Briefe von Beaufret datiert vom 22. November 1978 und 18. Januar 1979. Durch die Bekanntmachung der „klammheimlichen Briefe der Ermunterung und Unterstützung“ für einen „Propagandisten der Auschwitz-Lüge“ geriet Beaufret selbst ins Zwielicht. Der Wissenschaftshistoriker und Heidegger-Biograf Hugo Ott äußerte hierzu, Beaufret habe sich „mit den 'Forschungen' von Faurisson identifiziert und diese gleichsam autorisiert.“